# كينغ بلوك
كينغ بلوك (بالإنجليزية: King Block)‏ هو لاعب كرة قدم أمريكية أمريكي، ولد في 11 أبريل 1929 في سوبيريور في الولايات المتحدة، وتوفي في 6 أكتوبر 2014.